# Salsola okaukuejensis
Salsola okaukuejensis är en amarantväxtart som beskrevs av Viktor Petrovitj Botjantsev. Salsola okaukuejensis ingår i släktet sodaörter, och familjen amarantväxter. Inga underarter finns listade i Catalogue of Life.